# Ядец (игра)
Ядец е името на старинна игра между двама души. Целта на играта е да се подаде някакъв предмет на противника, без той да се усети.
Както с много устно предавани традиции, съществуват множество вариации на условията и правилата.

## Правила
За начало на играта се счупва една разклонена пилешка или пуешка кост („furcula“, наричана вилка, вилчата кост или ядец). Тя се чупи от двамата, всеки държи едното разклонение и дърпа. Целта на всеки е под някакъв предлог да подаде предмет, който другият ще поеме. Костта се счупва откъм единия играч, според някои варианти само той е този, който не трябва да взима предмет.
Когато единият противник подаде някакъв предмет на другия, получателят трябва да каже „Знам си!“, за да покаже, че си спомня за играта. Ако не каже, „подателят“ казва „едно, две, три... Ядец!“ и печели играта. „Едно, две, три...“ се казва бавно, за да има възможност противникът да реагира със „Знам си!“, но обикновено не успява.
В някои варианти подаваният предмет може да се постави на маса, но най-често се смята, че трябва да се подаде от ръка в ръка. В някои български варианти, ако се каже „Подай ми, моля...“, „Я ми дай...“ или какъвто и да е израз за поискване на предмет, играта се губи безусловно, още в този момент.
При опитни играчи тази игра понякога се играе с месеци. Участниците се опитват да използват всякакви хитрости, за да отвлекат вниманието на противника, така че той да забрави за играта, а понякога дори не си казват „ядец“, само и само играта и напрегнатото, но весело състояние да продължат. На някои места загубилият играта трябва да изпълни едно желание на победителя. Обикновено по-възрастните оставят децата да спечелят. Обикновено се играе 3 пъти.

## Разпространение и подобни игри
- Играта е разпространена в България.
- По литературни сведения се играе в Сърбия.
- Играта се играе и в Турция.
- В Русия има подобна шеговита игра с пилешката кост. Тя се чупи от съпрузи, и се смята, че в когото остане лопатката, той ще „закопае“ другия (ще го надживее)
- Има също така широко разпространени в Татарстан (Русия), подобна игра, наречена Ядәч
- Във Франция и в англосаксонските страни има подобна игра. Противниците си намислят по едно желание. При счупването на костта играта приключва, като се смята, че желанието на играча с лопатката ще се сбъдне.